# Santutxu
Santutxu är en ort i Spanien.   Den ligger i provinsen Bizkaia och regionen Baskien, i den norra delen av landet, 300 km norr om huvudstaden Madrid. Santutxu ligger 140 meter över havet och antalet invånare är 60 000.
Terrängen runt Santutxu är huvudsakligen kuperad, men åt nordväst är den platt.Runt Santutxu är det tätbefolkat, med 881 invånare per kvadratkilometer. Närmaste större samhälle är Bilbao, 1,3 km nordväst om Santutxu. I omgivningarna runt Santutxu växer i huvudsak blandskog.